# 儲嗣宗
储嗣宗（?—?），润州延陵（今江蘇丹陽）人。唐朝诗人。
储光羲曾孙。大中十三年孔緯榜及第。與顾非熊有唱和，開始有詩名。終官校書郎。曾出使边塞，有《随边使过五原》诗。餘事不可考。有《储嗣宗集》一卷。